# Напівхордові
Напівхо́рдові (Hemichordata, від дав.-гр. ἡμι- — «половина» та χορδή — «струна») — тип двобічно-симетричних вторинноротих тварин. Одні з найпримітивніших вторинноротих.
Відомо 130 сучасних видів у 2 класах (2016). Всі живуть у морях, де ведуть риючий чи прикріплений спосіб життя. Декотрі формують колонії. Серед викопних форм відомі планктонні (частина граптолітів).
Відомі з кембрію. До напівхордових належать граптоліти — велика палеозойська група тварин, яку відносять до перистозяберних.

## Особливості
- Двобічно-симетричні целомічні тварини, що складаються з трьох сегментів: хоботок, комірець, тулуб. У кожному з них наявні власні целомічні мішки: непарний в хоботку і парні в комірці і тулубі. Передній і середній целоми відкриваються назовні за допомогою целомодуктів, задні целомічні мішки — замкнені.
- Характерна риса — розвиток стомохорда — невеликого сліпого виросту кишківника, що підтримує хоботок (не гомологічний хорді)[4].
- Риса, спільна з хордовими, — наявність парних метамерних зябрових щілин, якими кишківник сполучається з зовнішнім середовищем.
- Нервова система — черевний і спинний тяжі.
- Кровоносна система складається з поздовжніх спинної і черевної кровоносних судин. Особливе розширення спинної судини в основі хоботка формує центральну лакуну, до якої прилягає пульсуючий мішечок перикардію.

## Класифікація
130 відомих сучасних видів напівхордових розділяють на два класи:
- Кишководишні (Enteropneusta) — 108 видів[1];
- Перистозяберні (Pterobranchia) — 22 види[1].

До перистозяберних належать, серед інших, граптоліти (Graptolithina) — велика палеозойська група викопних тварин, яку раніше вважали окремим класом напівхордових, а до того відносили до кишковопорожнинних.
Іноді виділяють третій клас Planctosphaeroidea з одним видом Planctosphaera pelagica, відомим тільки за личинками.

## Походження

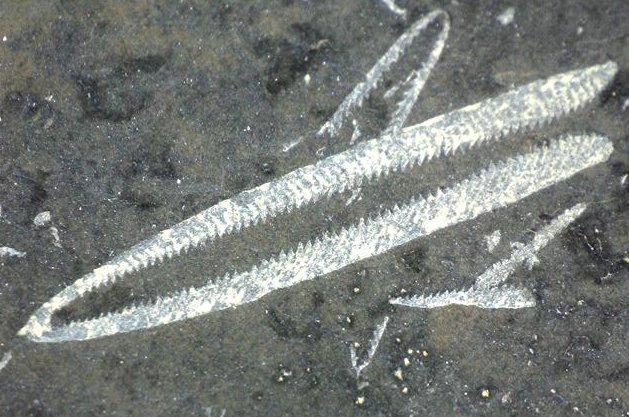
Рештки ордовицьких граптолітів Didymograptus murchisoni

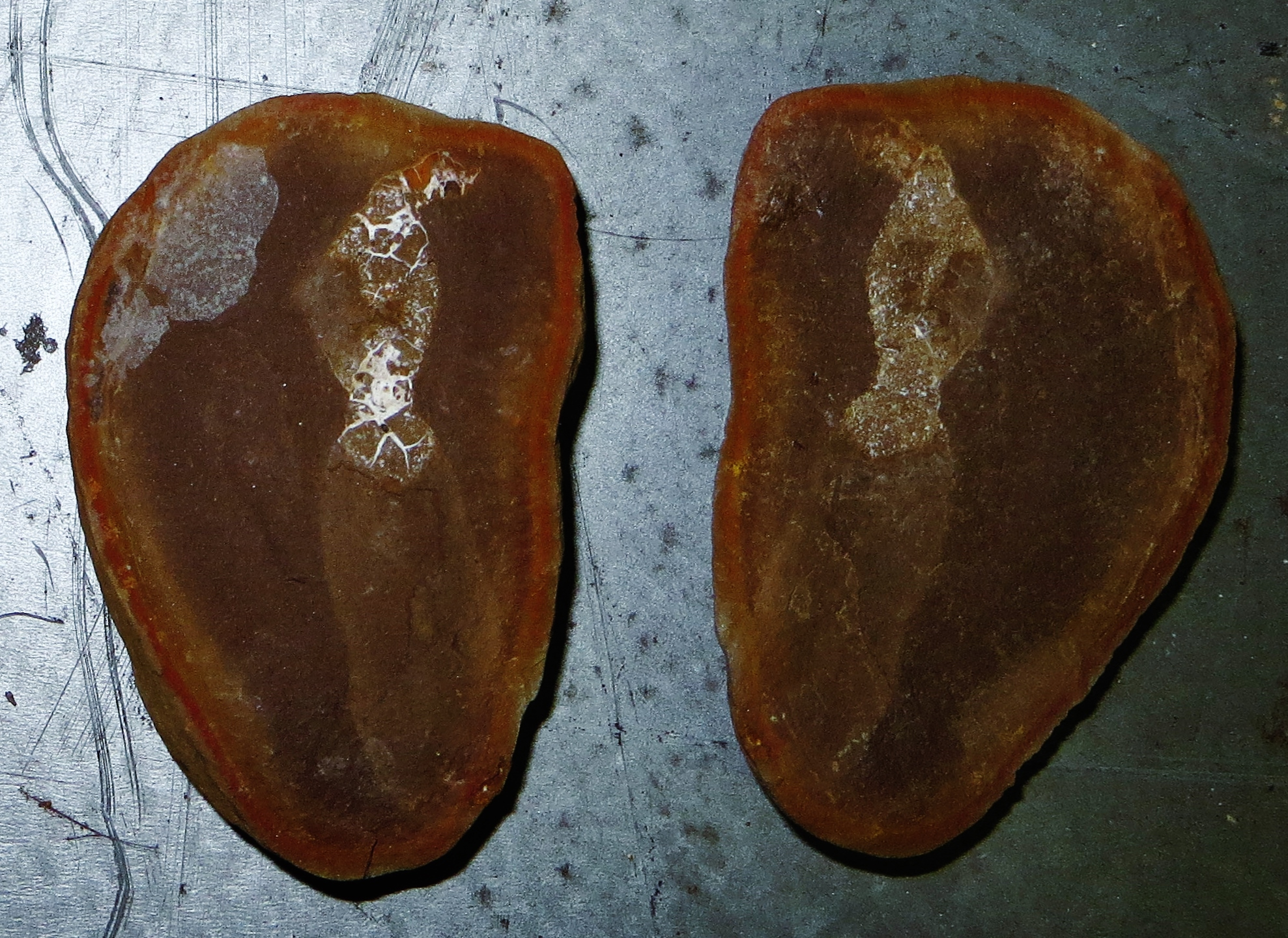
Відбиток верхньокарбонового кишководишного Mazoglossus ramsdelli

Згідно з молекулярними даними, найближчі родичі напівхордових серед сучасних тварин — голкошкірі, що утворюють із ними кладу Ambulacraria. Ця клада є сестринською групою хордових. Час розділення напівхордових та голкошкірих методом молекулярного годинника оцінюють приблизно в 580—550 млн років тому (едіакарський період).
За даними молекулярних досліджень 2013 та 2014 років, кишководишні та перистозяберні — сестринські групи, хоча деякі попередні роботи вказували на те, що перистозяберні пішли від кишководишних.
Перистозяберні відомі вже з першого віку кембрію — фортунійського (Sokoloviina costata з рівненського горизонту України). В ордовику серед перистозяберних з'явилися планктонні форми, і вони широко розповсюдилися. Кишководишні в викопному стані зберігаються гірше і трапляються лише в лагерштеттах. Станом на 2018 рік їхні безсумнівні рештки відомі починаючи з третього віку кембрію (Spartobranchus tenuis та Oesia disjuncta з Берджеських сланців Канади).